# Sam van der Loo
Sam van der Loo (Boskoop, 20 september 2001) is een Nederlandse beachvolleybalspeler (verdediger) die in 2023 nationaal kampioen werd. Hij is sinds het seizoen 2021-2022 tevens actief als zaalspeler (passer/loper) in de Nederlandse eredivisie, bij RECO / Scherp in Packaging ZVH.

## Carrière
In 2023 werd Van der Loo aan de zijde van meervoudig nationaal kampioen Steven van de Velde voor het eerst Nederlands kampioen, door winst in de finale tegen Thijs Nijeboer en Mart van Werkhoven (2-0: 21-16 / 21-19).

## Palmares

### Kampioenschappen
- 2023: 1e plaats NK (met Steven van de Velde)[1]
- 2019: 1e plaats NK U19 (met Koen Herrebout)
- 2018: 3e plaats NK U19 (met Jasper de Jong)

### FIVB World Tour
- 2021: 2e plaats 1* Nijmegen (met Stefan Boermans)[2]

### NL eredivisie
- 2023: 2e plaats Utrecht (met Quinten Groenewold)
- 2023: 3e plaats Almelo (met Quinten Groenewold)
- 2023: 2e plaats Zaandam (met Yvo Lunsing)
- 2023: 2e plaats Apeldoorn (met Quinten Groenewold)
- 2021: 3e plaats Groningen (met Rik Damen)
- 2021: 3e plaats Tilburg (met Rik Damen)

### King of the Court
- 2022: 1e plaats eredivisie Zutphen (met Quinten Groenewold)[3]